# Deuteronomos approximata
Deuteronomos approximata är en fjärilsart som beskrevs av Barend J. Lempke 1951. Deuteronomos approximata ingår i släktet Deuteronomos och familjen mätare. Inga underarter finns listade i Catalogue of Life.